# Quá cảnh của Sao Kim, 2012

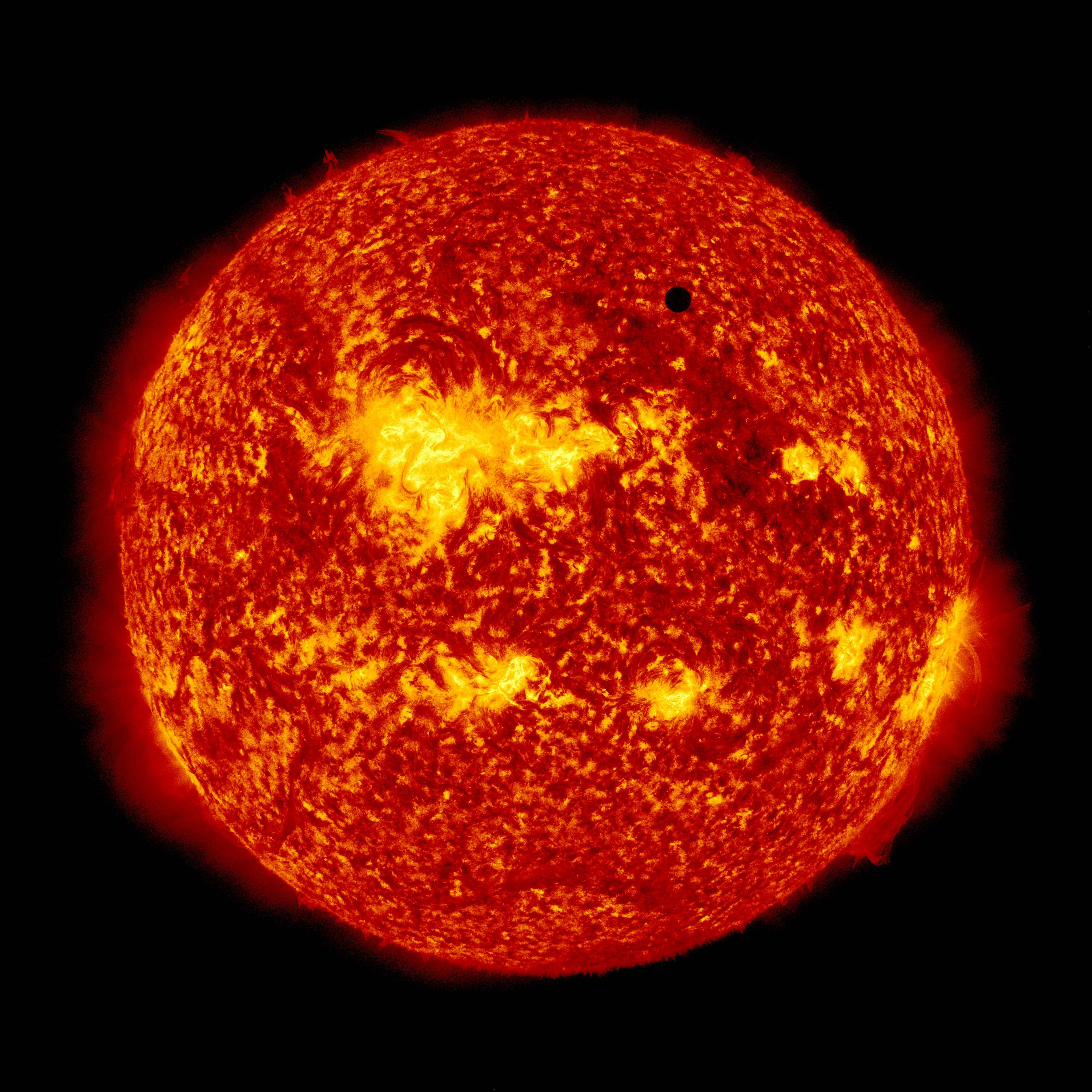
Hình ảnh chụp Mặt Trời cho thấy Sao Kim là chấm đen xuất hiện phía trước Mặt Trời vào lần đi qua năm 2012. Hình ảnh được chụp bởi Đài Quan sát Nhiệt động lực học Mặt Trời (SDO) của NASA.

Sự đi qua của Sao Kim năm 2012 xảy ra khi Sao Kim xuất hiện như là một chấm đen nhỏ di chuyển qua phía trước Mặt Trời khi quan sát từ Trái Đất, bắt đầu từ 22:09 UTC ngày 5 tháng 6 (05:09 giờ Việt Nam ngày 6 tháng 6) và kết thúc vào 04:49 UTC ngày 6 tháng 6 (11:49 giờ Việt Nam ngày 6 tháng 6). Tùy thuộc vào vị trí của người quan sát, tổng thời gian của sự kiện có thể thay đổi trên dưới 7 phút.
Sự đi qua hay sự quá cảnh của Sao Kim là một trong những hiện tượng thiên văn hiếm gặp nhất và diễn ra theo cặp, mỗi lần trong một cặp cách nhau 8 năm và thời gian giãn cách giữa các cặp lên đến hơn một thế kỷ. Lần quá cảnh trước diễn ra vào ngày 8 tháng 6 năm 2004 là một cặp với lần này, cặp trước đó là vào ngày 9 tháng 12 năm 1874 và ngày 6 tháng 12 năm 1882, cặp tiếp theo là vào ngày 10, 11 tháng 12 năm 2117 và tháng 12 năm 2125.

## Quan sát sự kiện

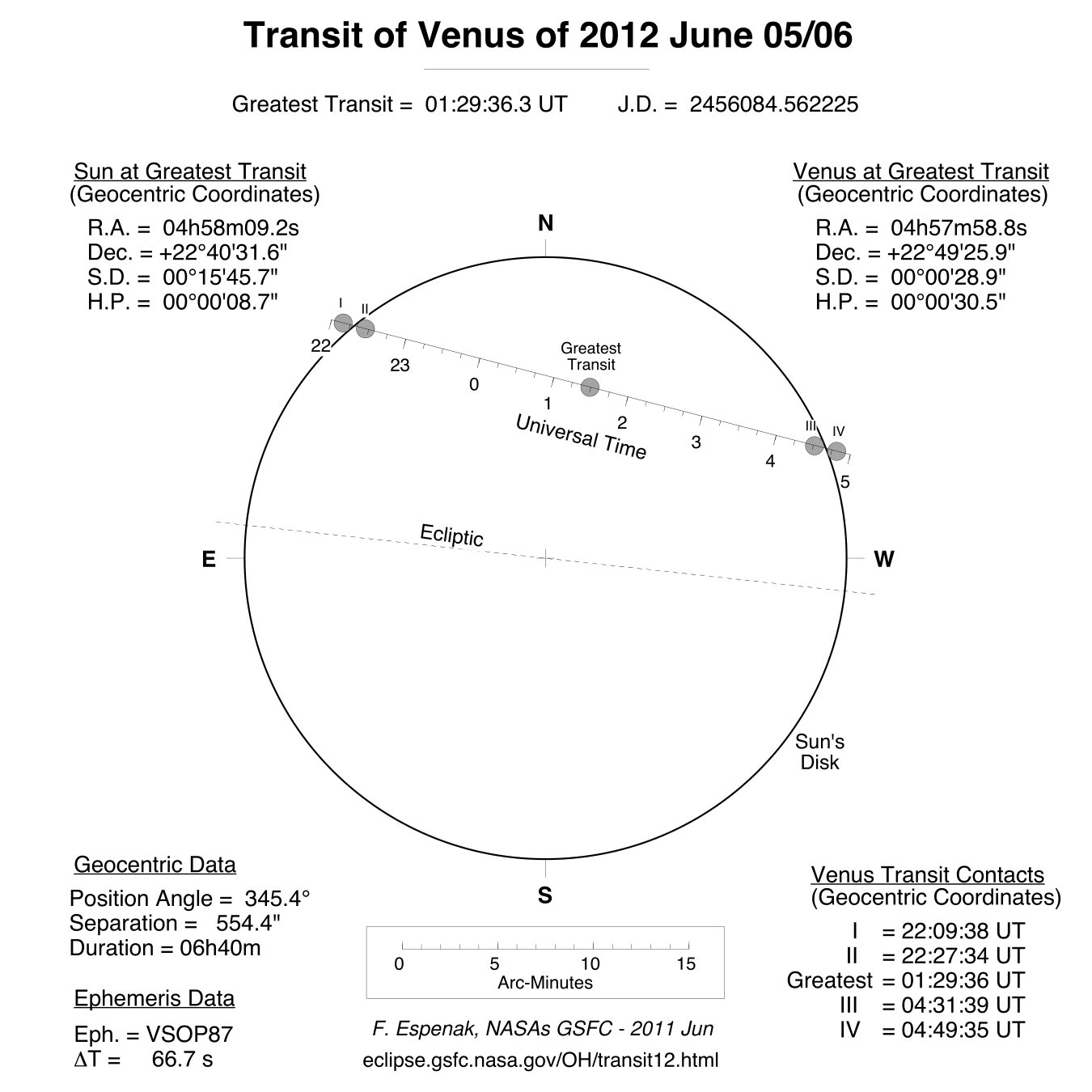
Đường đi của Sao Kim qua đĩa Mặt Trời với thời gian các pha và những số liệu liên quan.

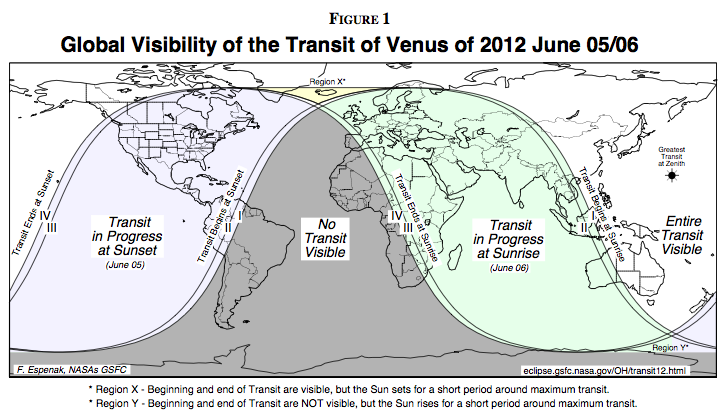
Bản đồ những khu vực quan sát được lần đi qua năm 2012 của Sao Kim. Vùng màu xám đậm là vùng không quan sát được, vùng màu trắng là vùng quan sát được hoàn toàn, vùng màu xám nhạt là vùng quan sát được trước khi Mặt Trời lặn, vùng màu xanh là vùng quan sát được sau khi Mặt Trời mọc.

Những khu vực có thể quan sát được toàn bộ lần quá cảnh này là tây Thái Bình Dương, cực tây bắc Bắc Mỹ, đông bắc Châu Á, Nhật Bản, Philippines, đông Úc, New Zealand và những khu vực thuộc vùng Bắc Cực như Scandinavia và Greenland.
Ở Bắc Mỹ, vùng Caribe và tây bắc Nam Mỹ, quan sát được quá cảnh từ ngày 5 tháng 6 cho đến khi Mặt Trời lặn. Ở Việt Nam, Nam Á, Trung Đông, đông Châu Phi và phần lớn Châu Âu, quan sát được sự đi qua từ khi Mặt Trời mọc vào ngày 6 tháng 6. Hiện tượng này không quan sát được ở phần lớn Nam Mỹ và tây Châu Phi.
Rất nhiều kênh phát trực tuyến về sự kiện này với hình ảnh được ghi lại từ các kính thiên văn trên khắp thế giới. Trong thời gian diễn ra quá cảnh, kênh phát trực tuyến của NASA nhận được gần 2 triệu lượt xem và có trung bình khoảng 90.000 xem tại một thời điểm bất kỳ.
Ở Los Angeles, đám đông tập trung quan sát ở núi Hollywood nơi có Đài quan sát Griffith dành cho công chúng. Ở Hawaii, hàng trăm du khách đã quan sát sự kiện từ bãi biển Waikiki nơi được Đại học Hawaii lắp đặt tám kính thiên văn cùng hai màn hình lớn. Phi hành gia Don Pettit cũng quan sát và chụp ảnh lại sự kiện này từ Trạm Không gian Quốc tế (ISS).

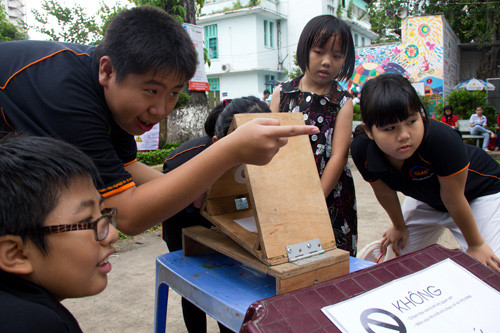
CLB Thiên văn nghiệp dư TP. HCM quan sát Sao Kim đi qua Mặt Trời ở Nhà Thiếu nhi Thành phố.

Ở Việt Nam, các câu lạc bộ thiên văn tại ba thành phố lớn là Hà Nội, Đà Nẵng và Sài Gòn tổ chức quan sát sự kiện này từ sáng sớm đến giữa trưa. CLB Thiên văn nghiệp dư TP. HCM (HAAC) mang theo gần như tất cả kính thiên văn của CLB để quan sát, trong đó có kính Celestron 11 inch và kính Tycho - một trong những kính thiên văn tự chế lớn nhất Việt Nam. Ở Hà Nội có Hội Thiên văn nghiệp dư Hà Nội (HAS) tổ chức quan sát tại sân vận động Mỹ Đình với hàng chục chiếc kính thiên văn đủ loại. CLB Thiên văn Bách khoa (PAC) (nay là CLB Thiên văn Đà Nẵng (DAC)) tổ chức quan sát tại khu F Đại học Bách khoa Đà Nẵng và kính quan sát chuyên dụng.

## Nghiên cứu khoa học

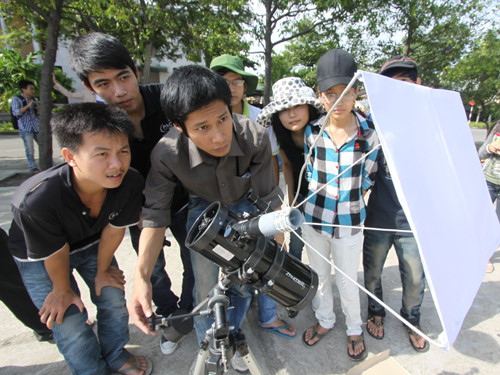
CLB Thiên văn Bách Khoa (PAC) quan sát Sao Kim quá cảnh Mặt Trời tại khu F Đại học Bách Khoa Đà Nẵng.

Lần đi qua của Sao Kim vào năm 2012 cho các nhà khoa học nhiều cơ hội tốt để nghiên cứu, đặc biệt là trong việc tìm kiếm các ngoại hành tinh. Những nghiên cứu được triển khai trong lần quá cảnh năm 2012 bao gồm:
- Đo đạc sự tối đi của ngôi sao do sự đi qua phía trước của một hành tinh đã biết (Mặt Trời và Sao Kim) giúp các nhà thiên văn khám phá được các ngoại hành tinh. Khác với lần quá cảnh năm 2004, lần vào năm 2012 diễn ra trong chu kỳ hoạt động mạnh 11 năm của Mặt Trời, nó cho phép các nhà thiên văn thu thập được tín hiệu về một hành tinh đi qua ngôi sao đang có hoạt động không bình thường (quá mức bình thường).
- Các phép đo được thực hiện trong thời gian diễn ra quá cảnh nhằm tìm ra đường kính được xác định rõ ràng của Sao Kim và so sánh với đường kính đã biết trước đó. Điều này vừa giúp so sánh độ sai lệch của các phương pháp đo, cũng như áp dụng để đo đạc đường kính của các hành tinh khác.
- Các quan sát được thực hiện để khảo sát bầu khí quyển của Sao Kim bởi các kính thiên văn mặt đất và tàu Venus Express, cho phép các nhà khoa học hiểu rõ hơn về khí quyển của hành tinh này và so sánh với những hiểu biết trước đó của chúng ta về nó. Kết quả này giúp ta biết được về khí hậu của hành tinh.
- Dữ liệu quang phổ chụp bầu khí quyển của Sao Kim sẽ được so sánh với các nghiên cứu về những ngoại hành tinh xa xôi có sở hữu bầu khí quyển.
- Kính Viễn vọng Không gian Hubble vì không thể hướng nhìn trực tiếp vào Mặt Trời, nên đã sử dụng Mặt Trăng làm 'gương phản chiếu', quan sát ánh sáng Mặt Trời đi xuyên qua lớp khí quyển của Sao Kim để xác định thành phần của nó. Kết quả này cho ta thấy cơ hội sử dụng phương pháp này lên các ngoại hành tinh trong tương lai.
- Tạo dựng lại lần quan sát cũ của Lomonosov về quan sát khí quyển của Sao Kim năm 1761 với các thiết bị quan sát cổ xưa.[10] Họ quan sát được "vòng cung của Lomonosov" và các hiệu ứng khác ở vùng hào quang Mặt Trời gây ra do khí quyển của Sao Kim và kết luận rằng kính thiên văn của Lomonosov đã quan sát đúng về việc Sao Kim đi vào đĩa Mặt Trời trong quá trình diễn ra sự đi qua và cũng đúng với những bản ghi chép của ông vào năm 1761.[10]

## Thư viện ảnh

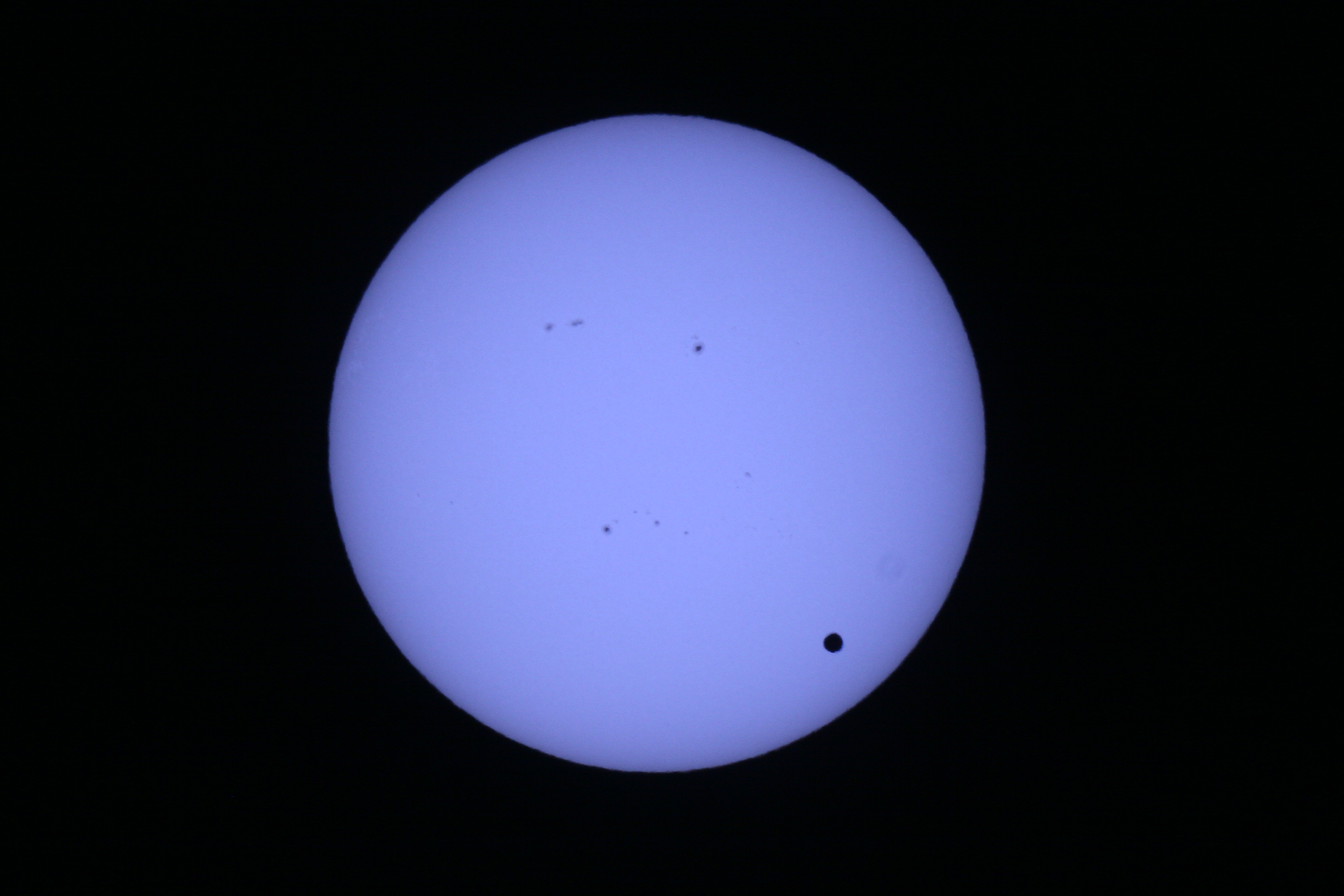
Sydney 23:25 UTC
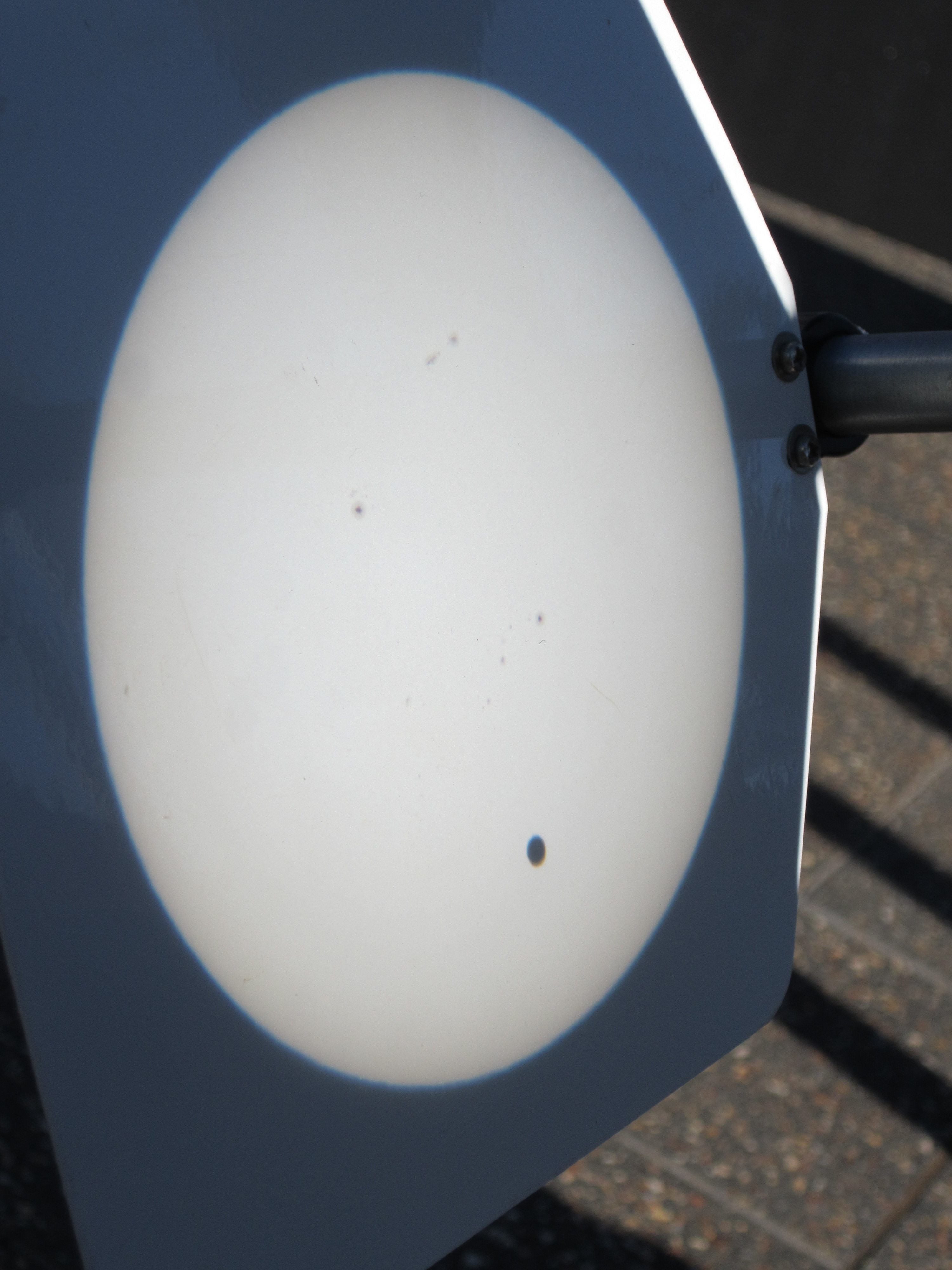
Wagga Wagga 00:49 UTC
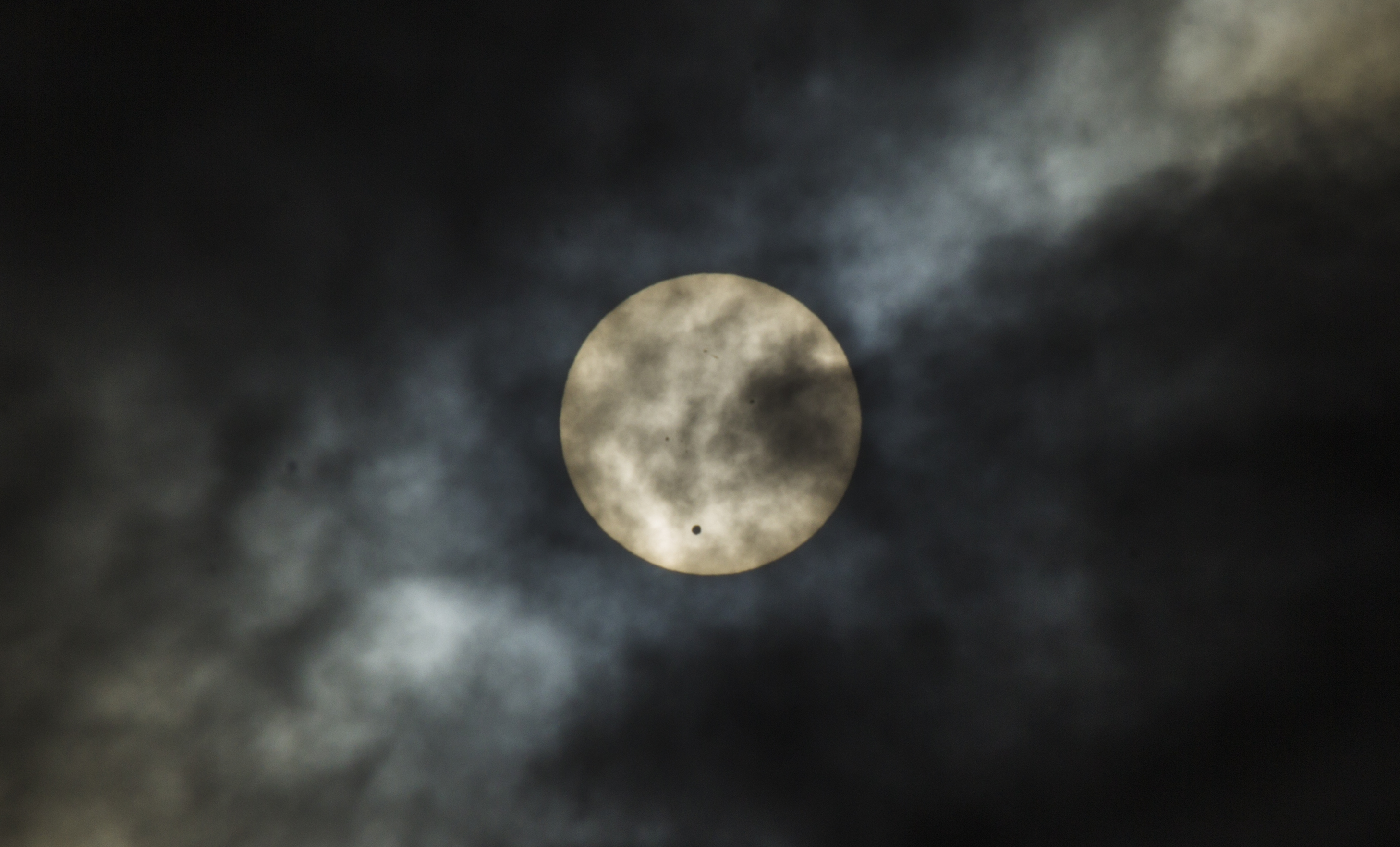
Clayton 01:06 UTC

Bắc Mỹ

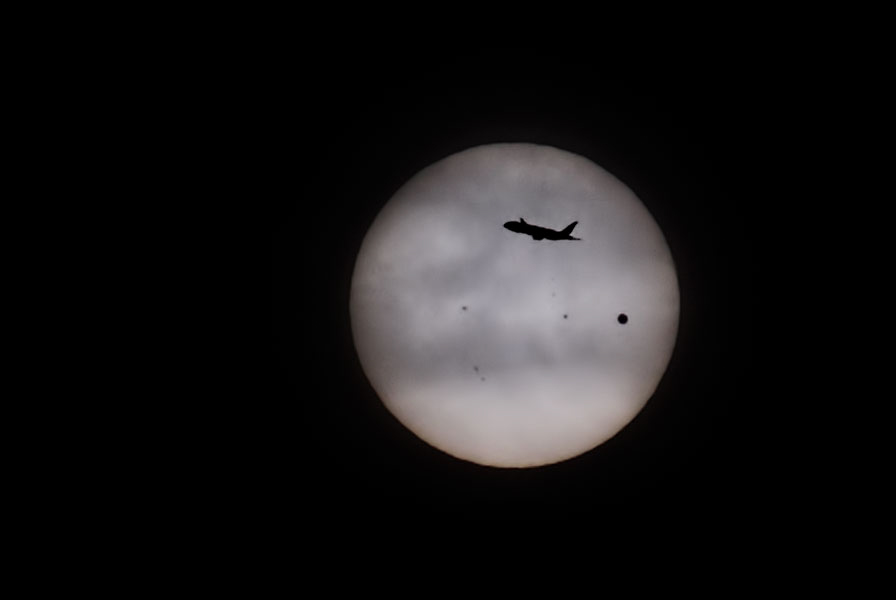
San Francisco, California, Mỹ Sao Kim quá cảnh cùng một chiếc máy bay bay ngang qua
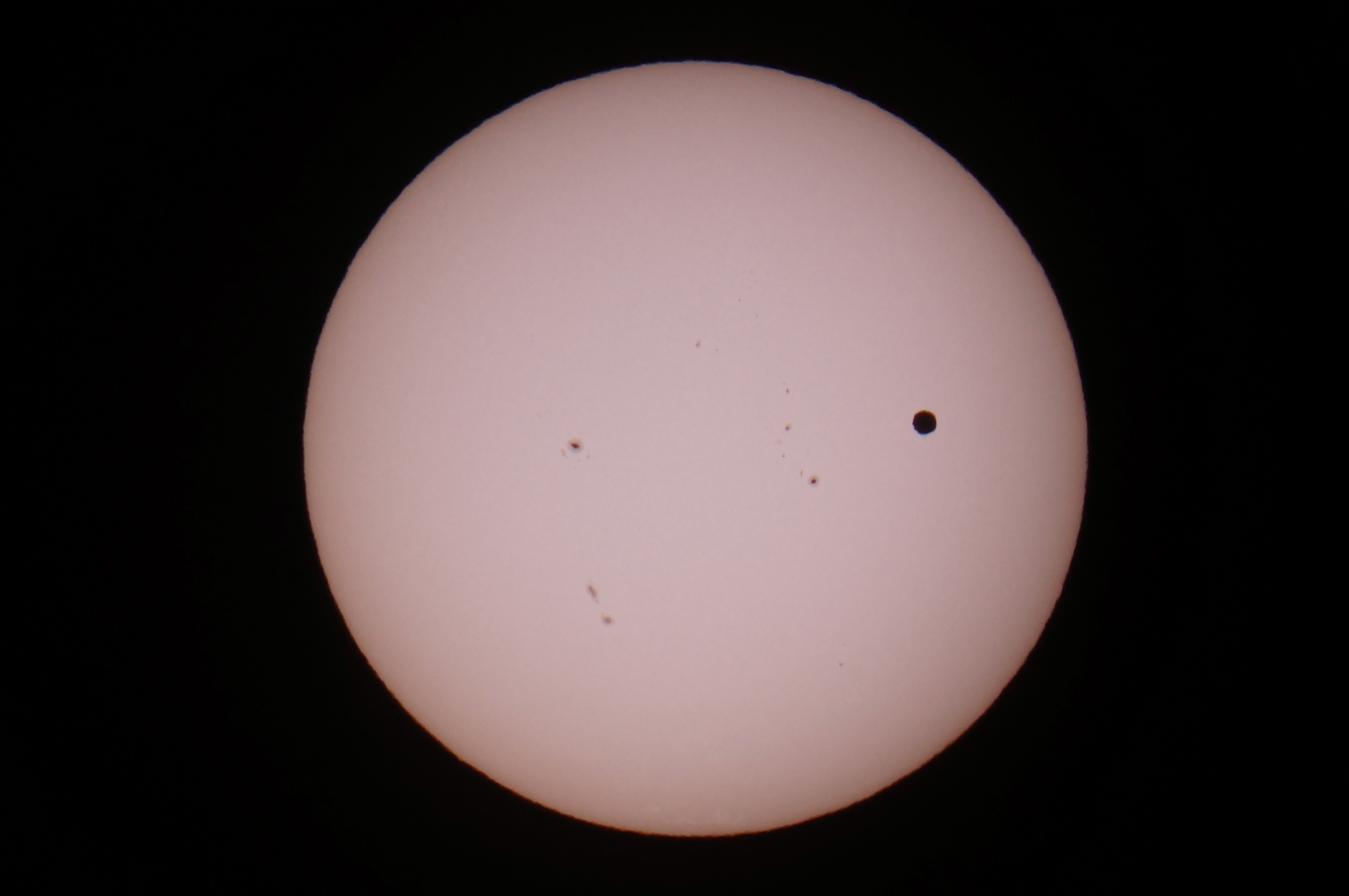
Tempe, Arizona, Mỹ 01:54 UTC
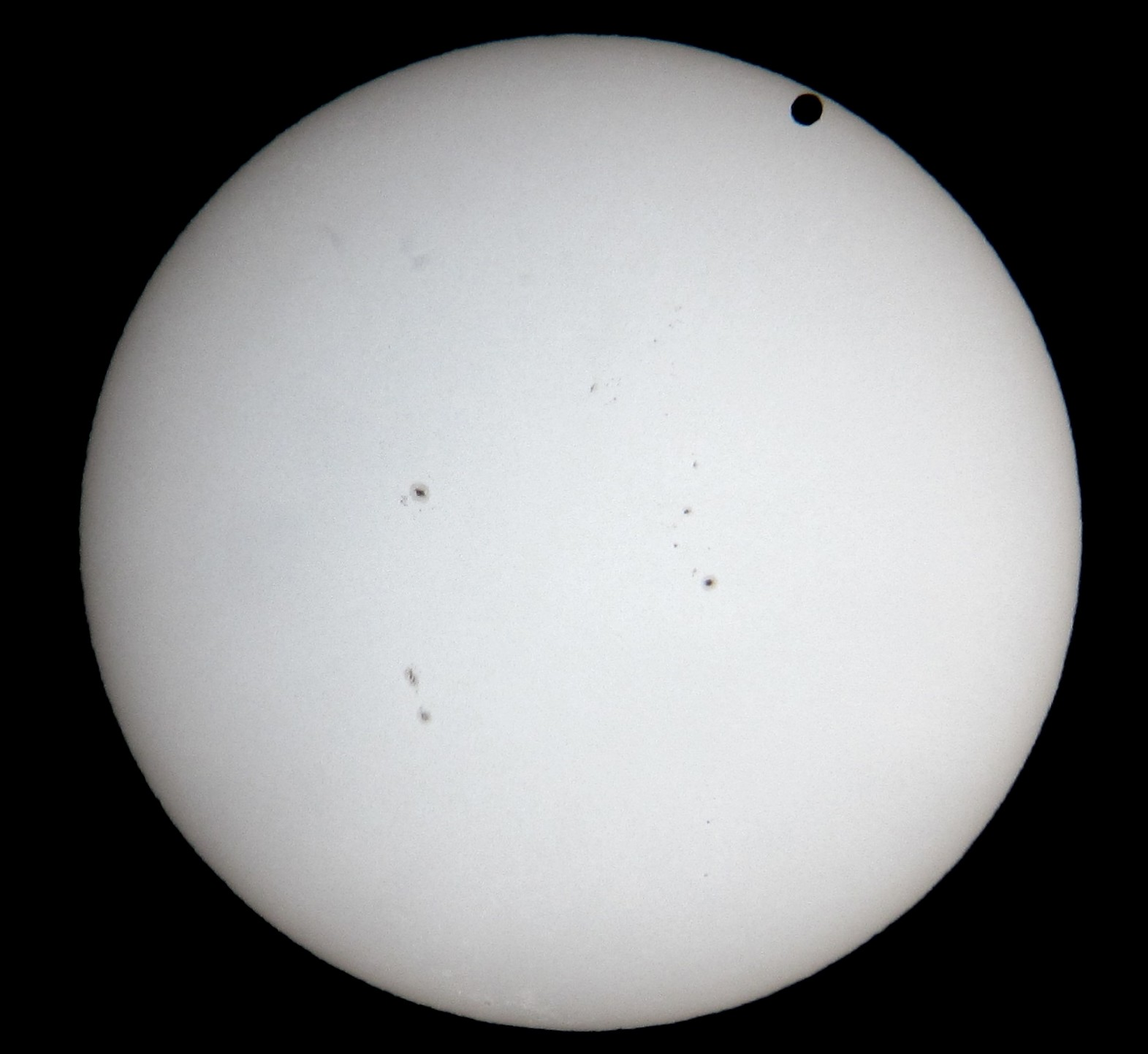
Wichita Falls, Texas, Mỹ
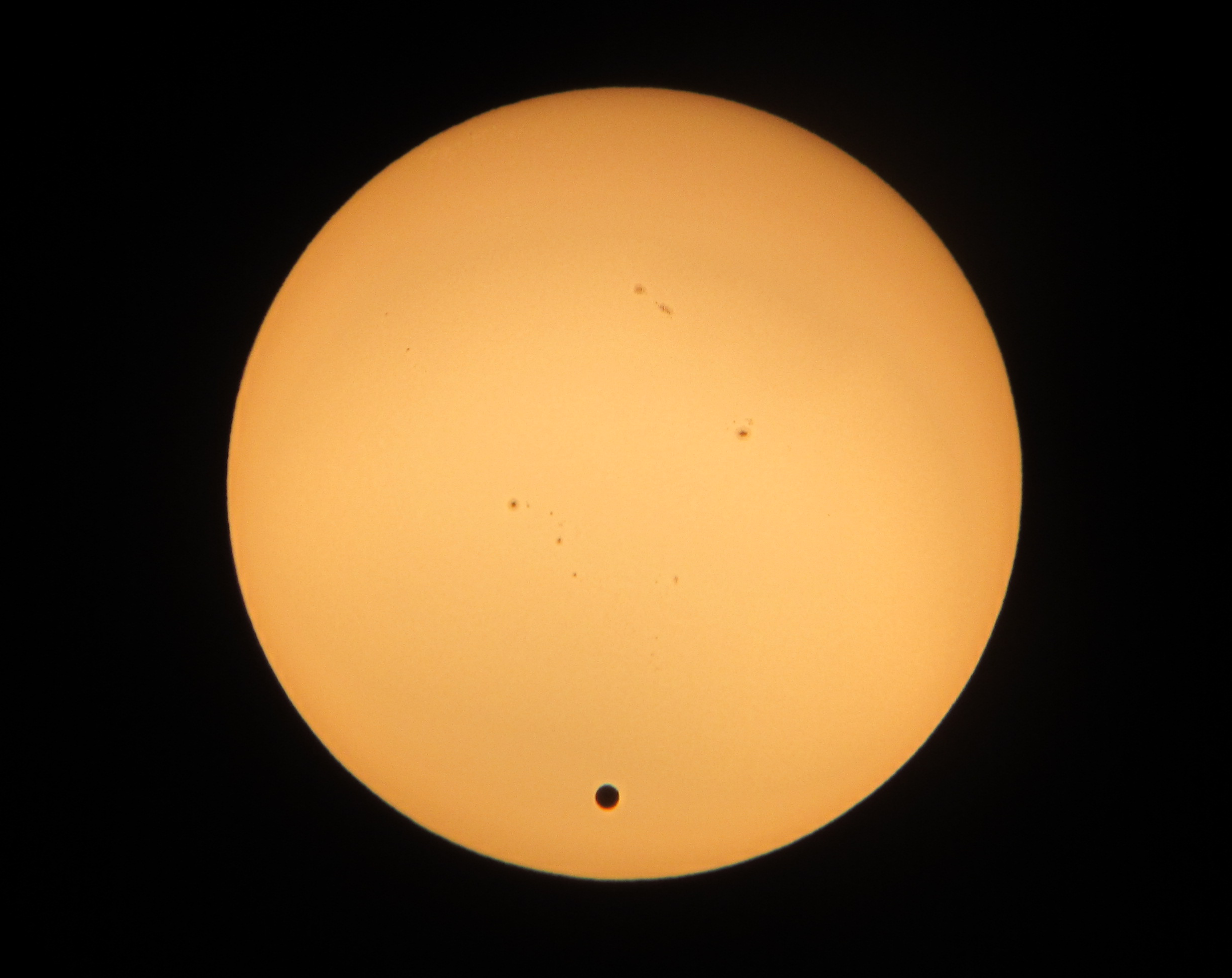
Fennell Observatory Oakland, Tennessee, Mỹ
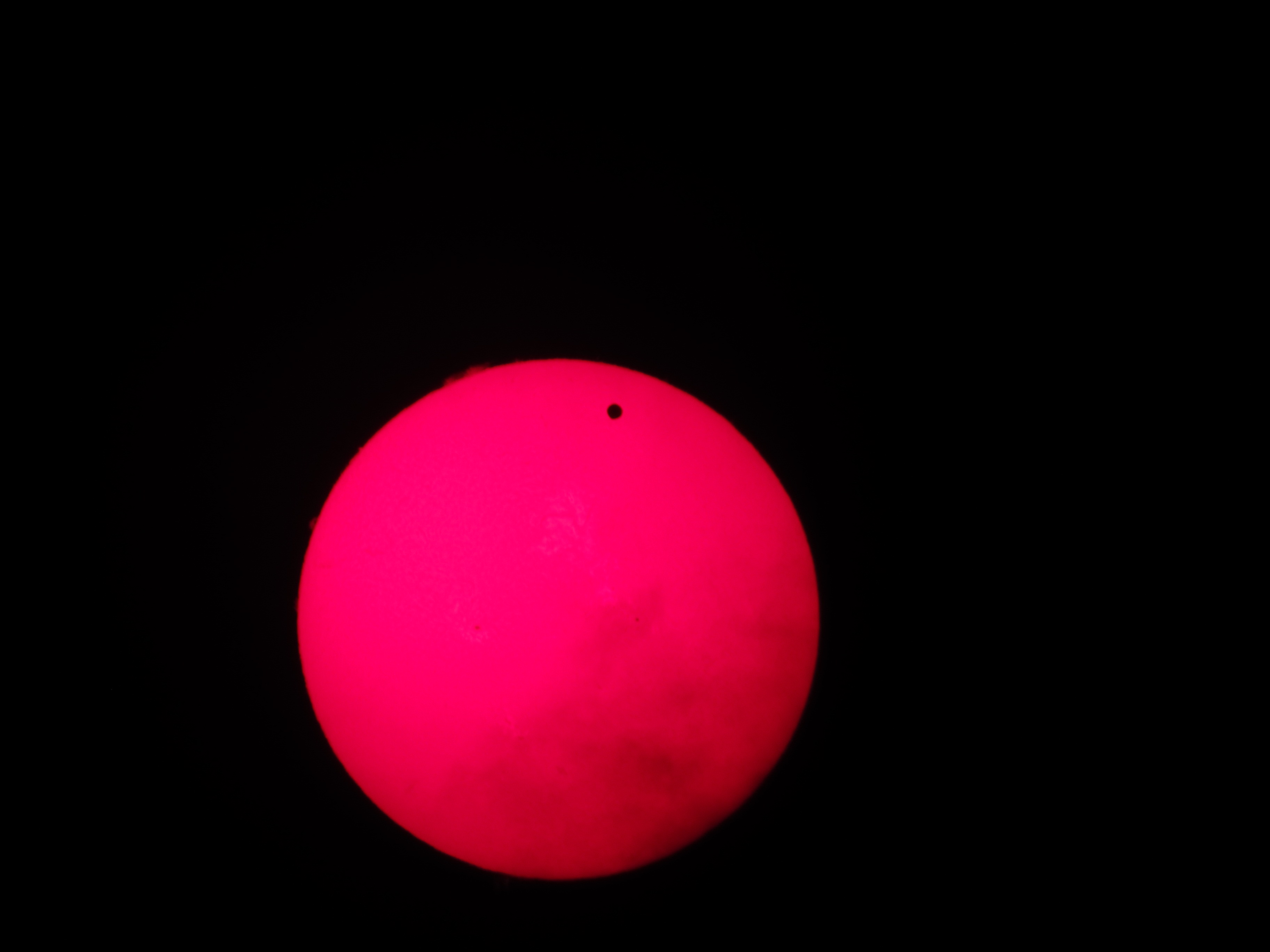
Toronto, Ontario, Canada 23:06 UTC

Châu Âu

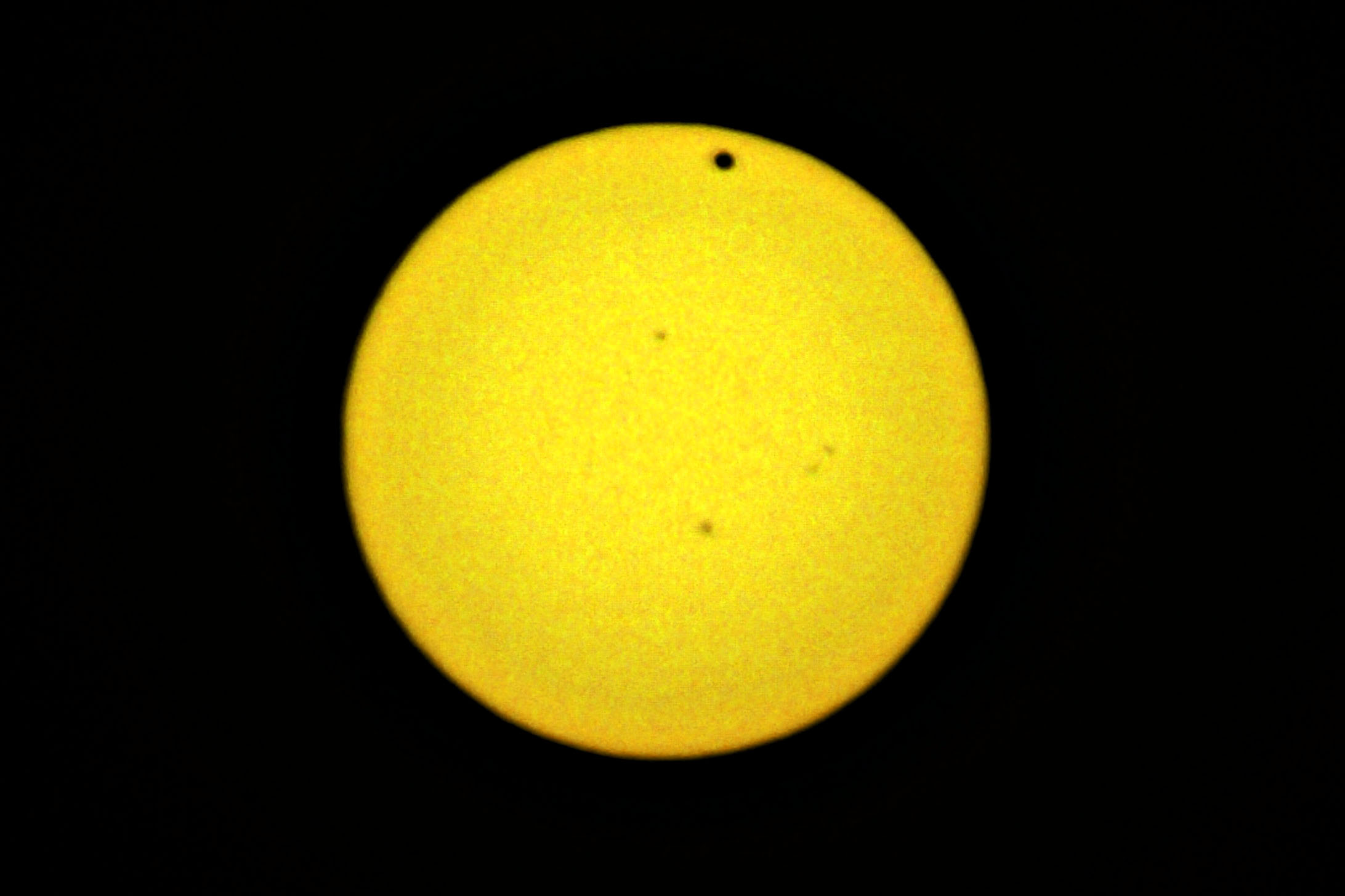
Ragusa, Sicily, Ý 04:11 UTC
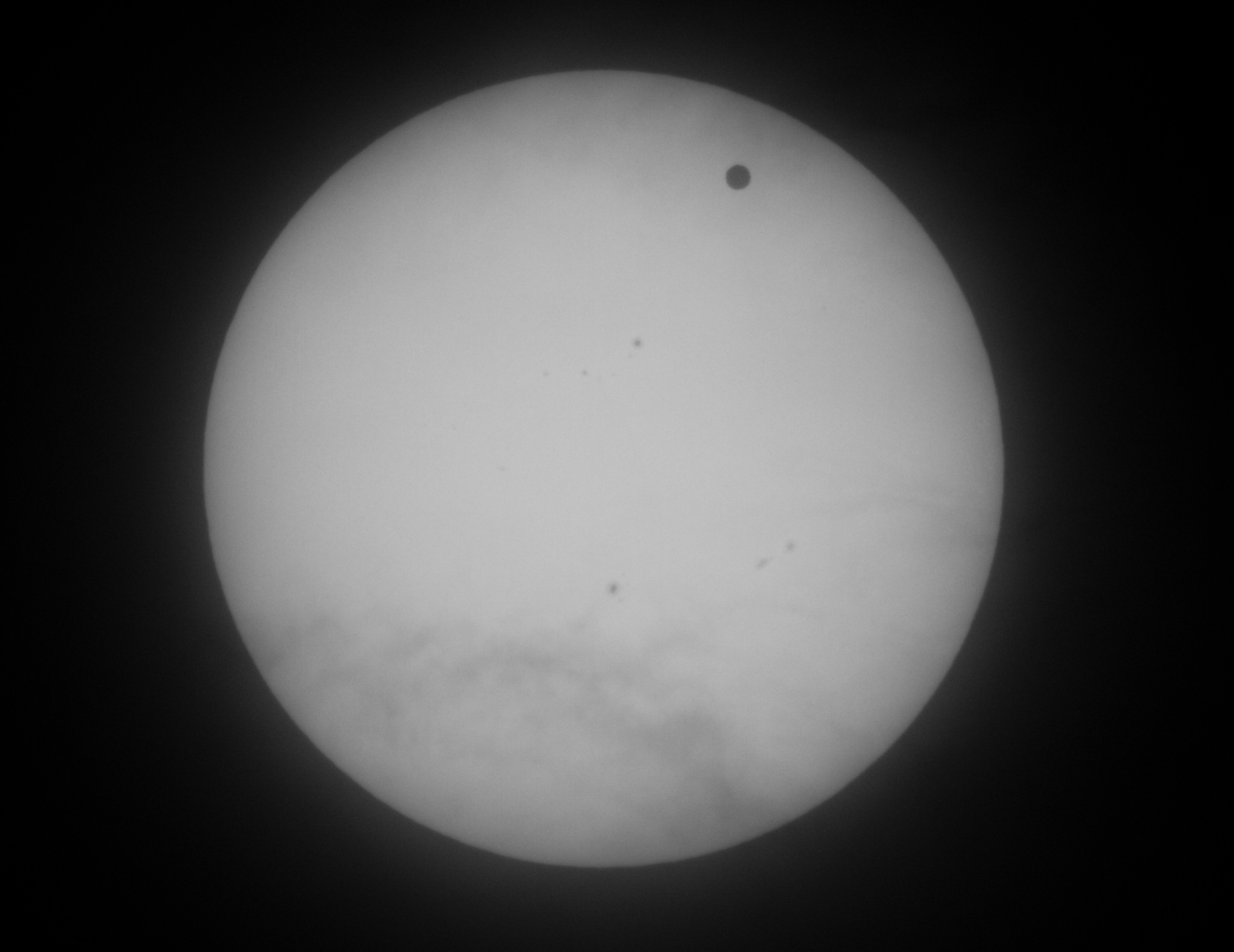
Moscow, Nga
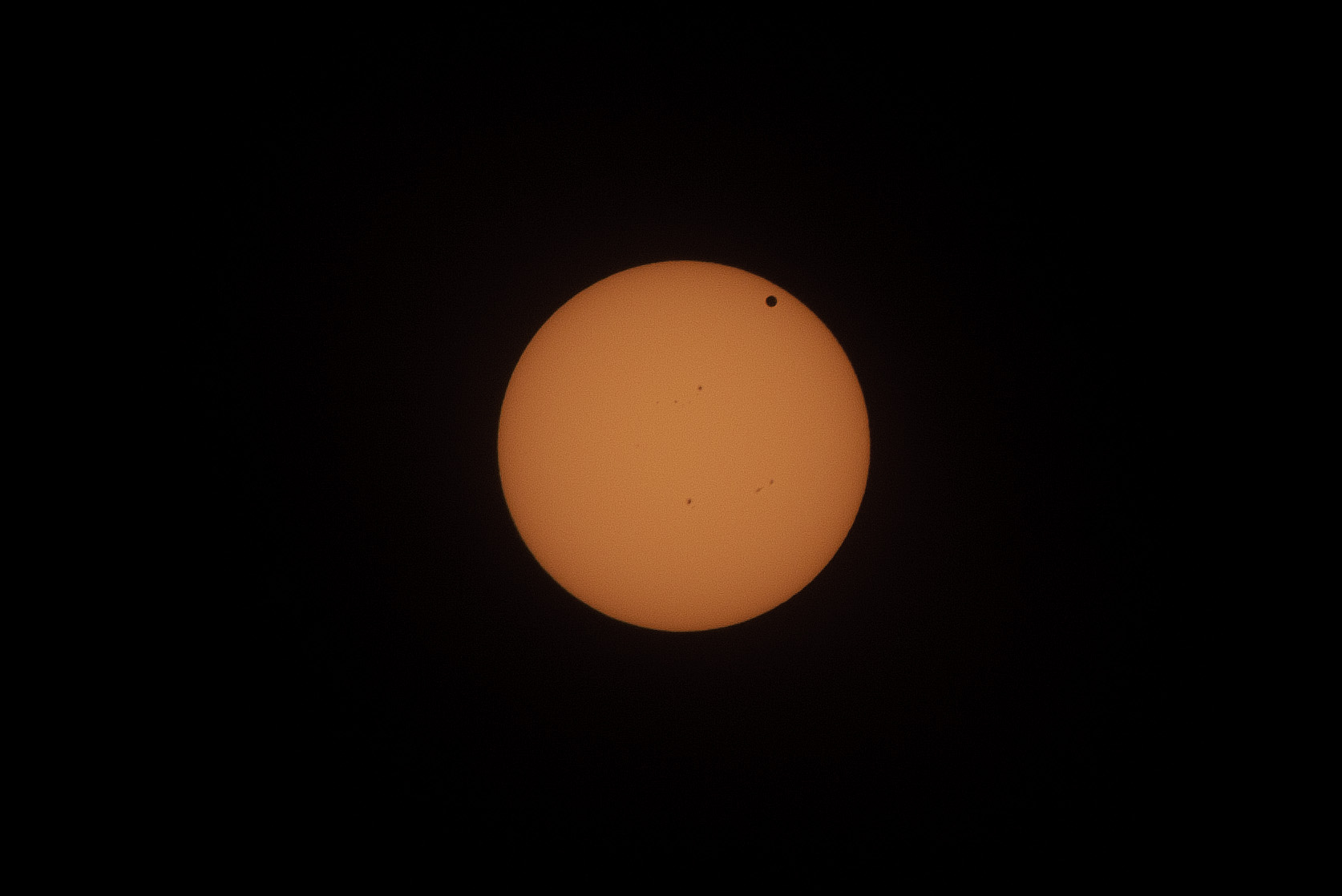
Helsingborg, Thụy Điển 04:20 UTC
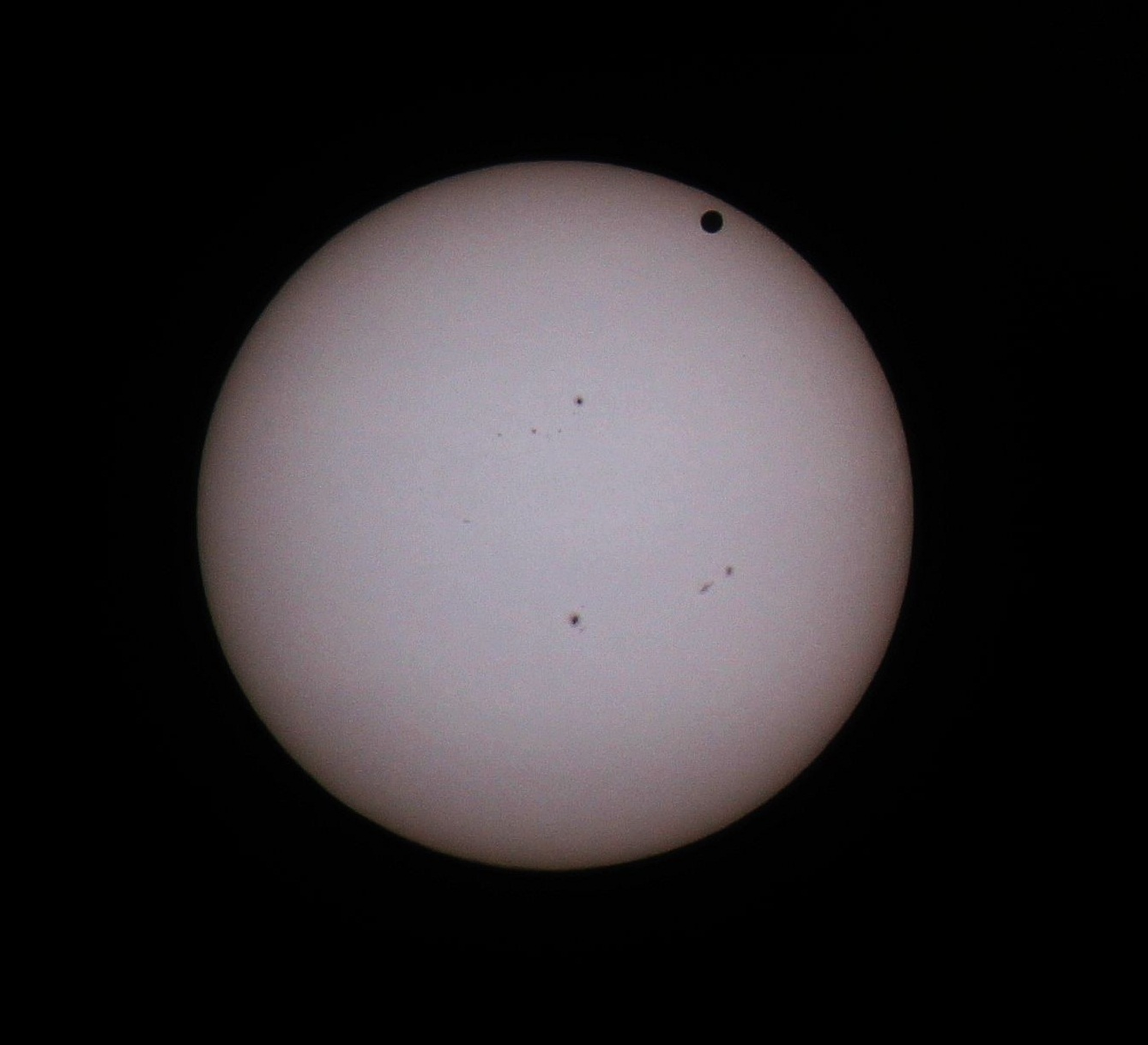
Úvaly, CH Czech 04:26 UTC
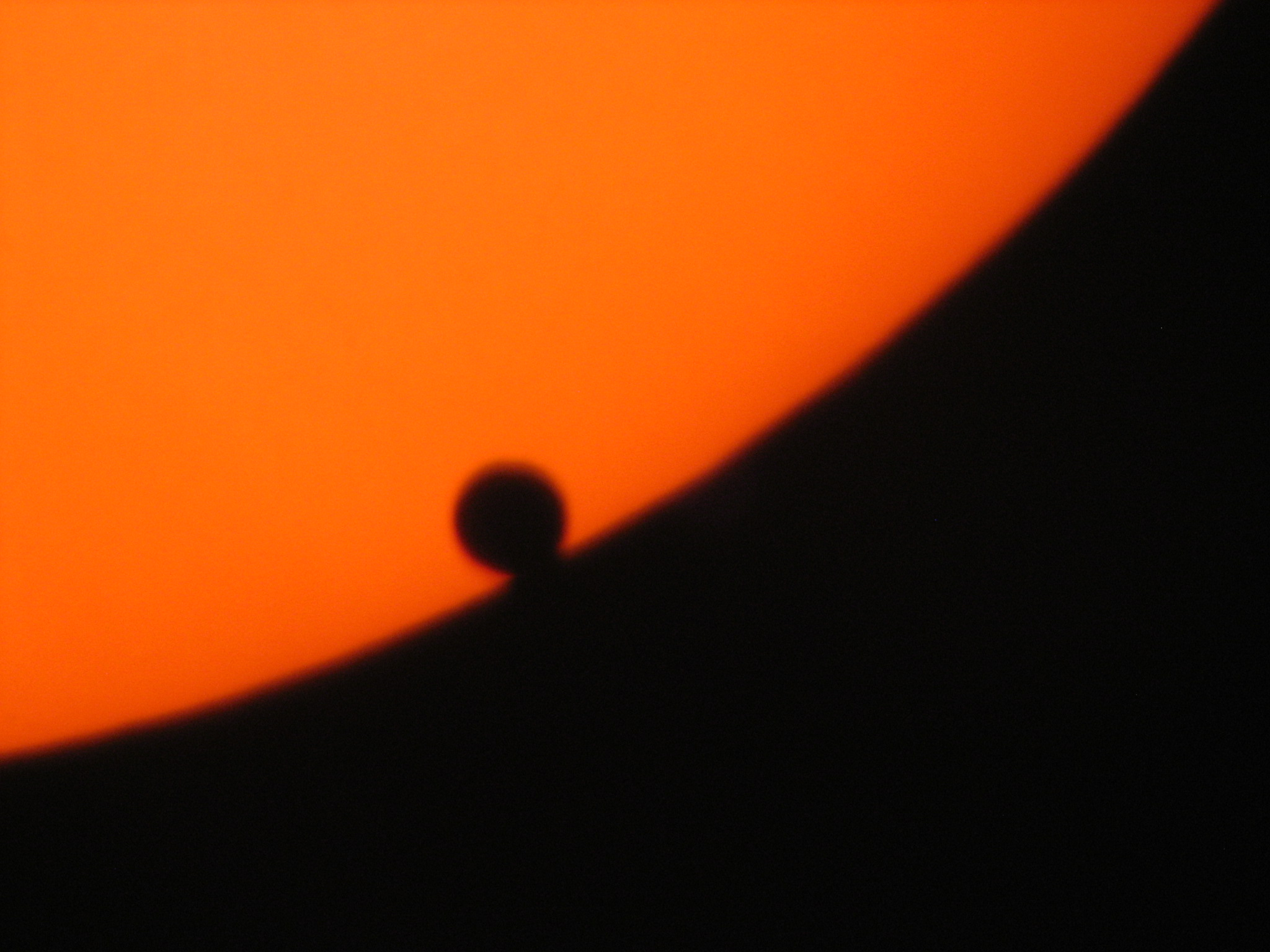
Kecskemét, Hungary 03:41 UTC

Châu Á

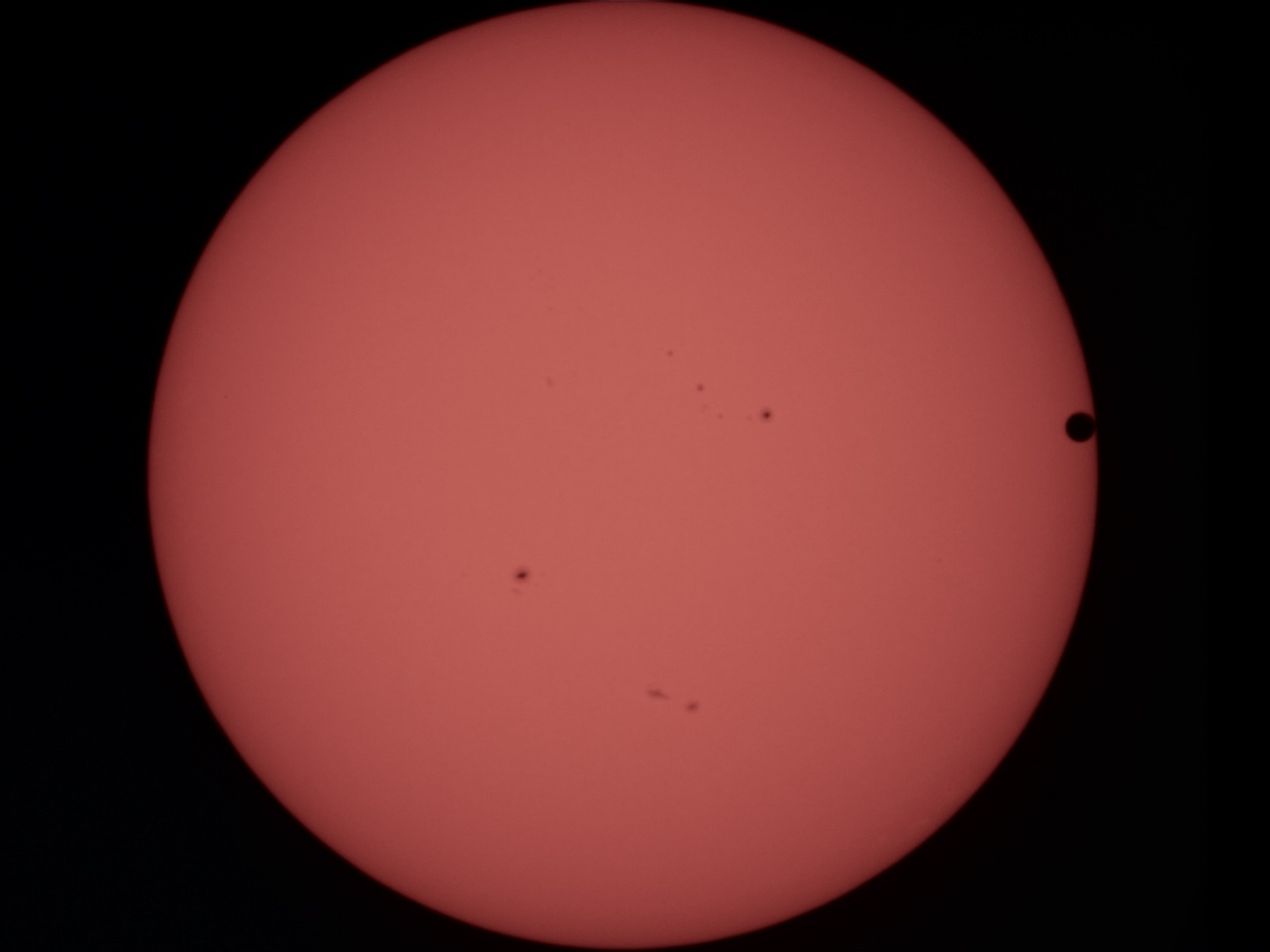
Kuwait City, Kuwait
Sài Gòn, Việt Nam06:46 ICTSài Gòn, Việt Nam 06:46 ICT
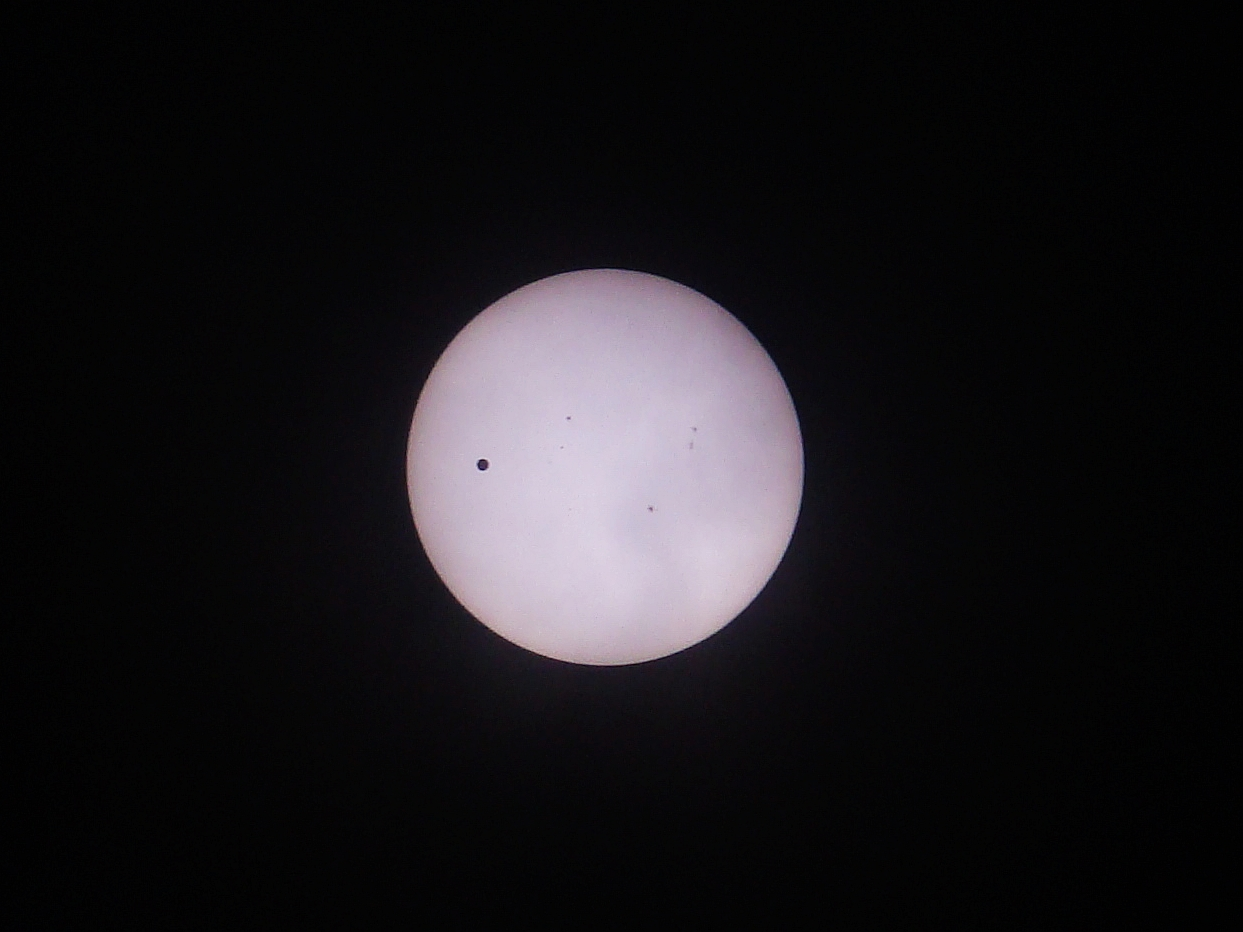
Quảng Châu, Trung Quốc 00:41 UTC
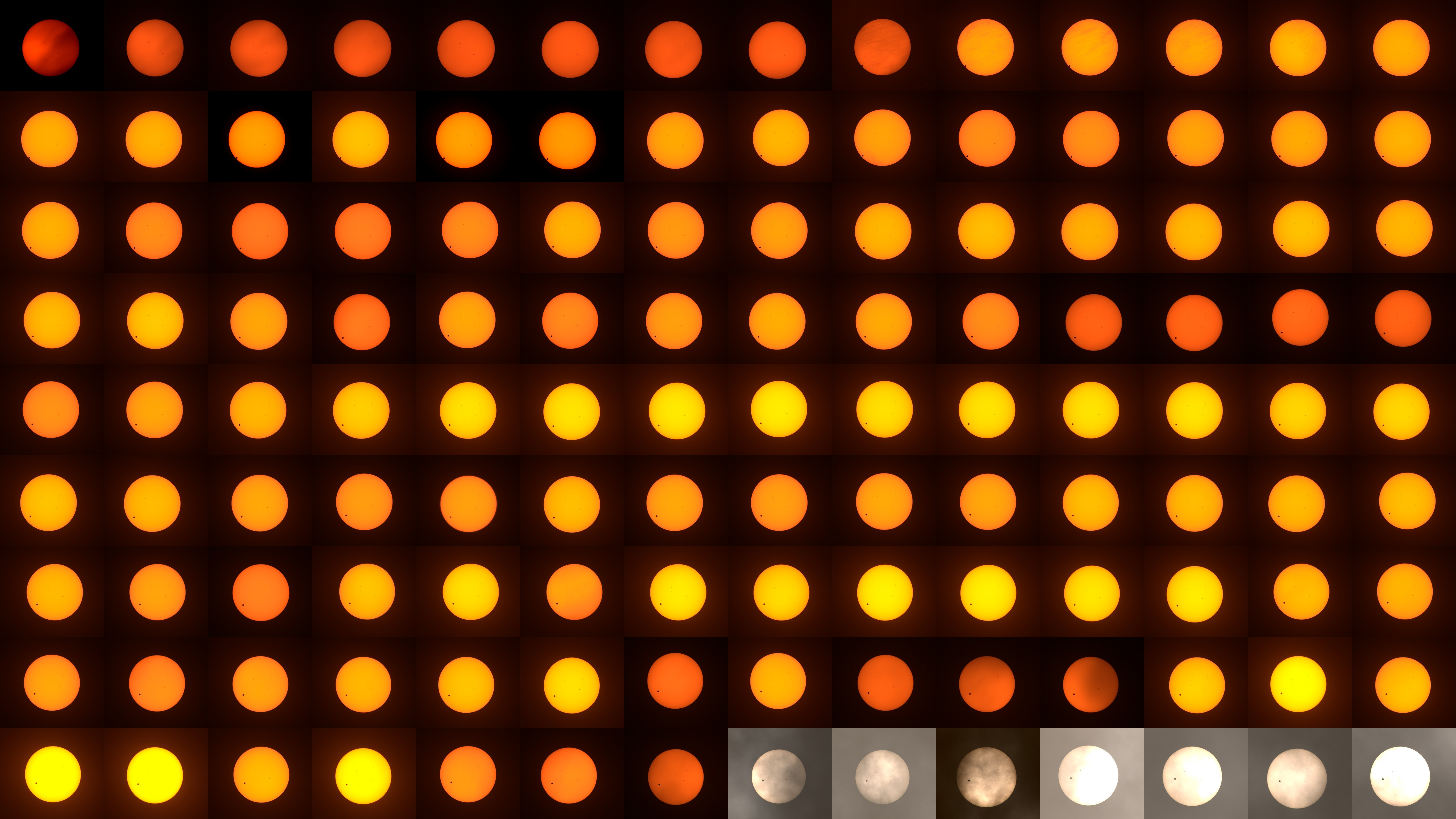
Toàn bộ quá trình quá cảnh từ Đài Trung, Đài Loan
Handa, Aichi, Nhật Bản 23:36–04:50 UTC

Châu Úc
- Sydney
23:25 UTC
- Wagga Wagga
00:49 UTC
- Clayton
01:06 UTC

Khác
- Đài quan sát nhiệt động lực học Mặt Trời (SDO) của NASA quay phim độ phân giải cực cao về lần đi qua của Sao Kim năm 2012.
- Đồ họa mô phỏng đường quỹ đạo của Sao Kim và Trái Đất sắp xếp thẳng hàng nhau mà dẫn đến lần quá cảnh năm 2012.

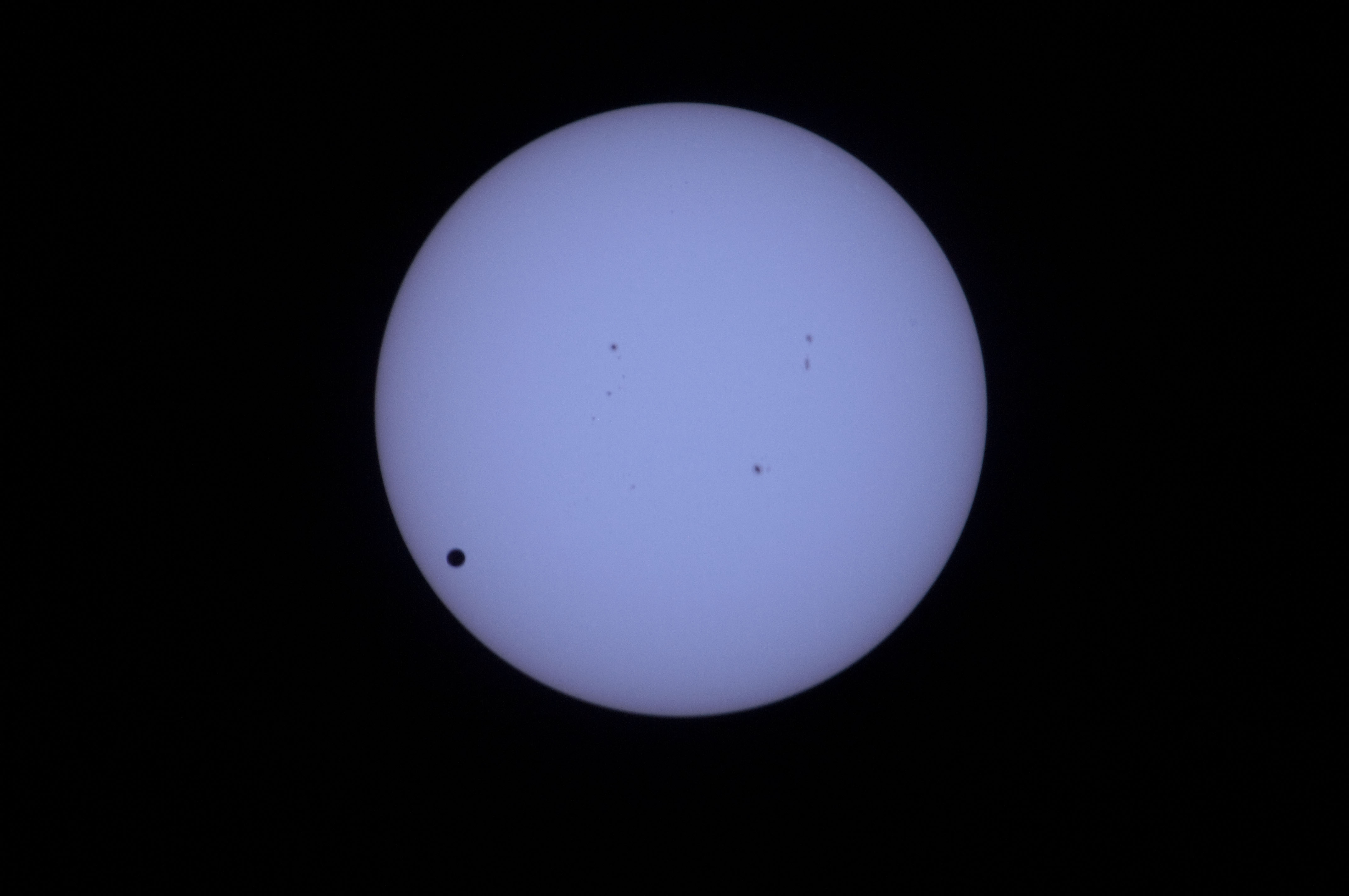
Sao Kim quá cảnh, nhìn từ Trạm Không gian Quốc tế (ISS).
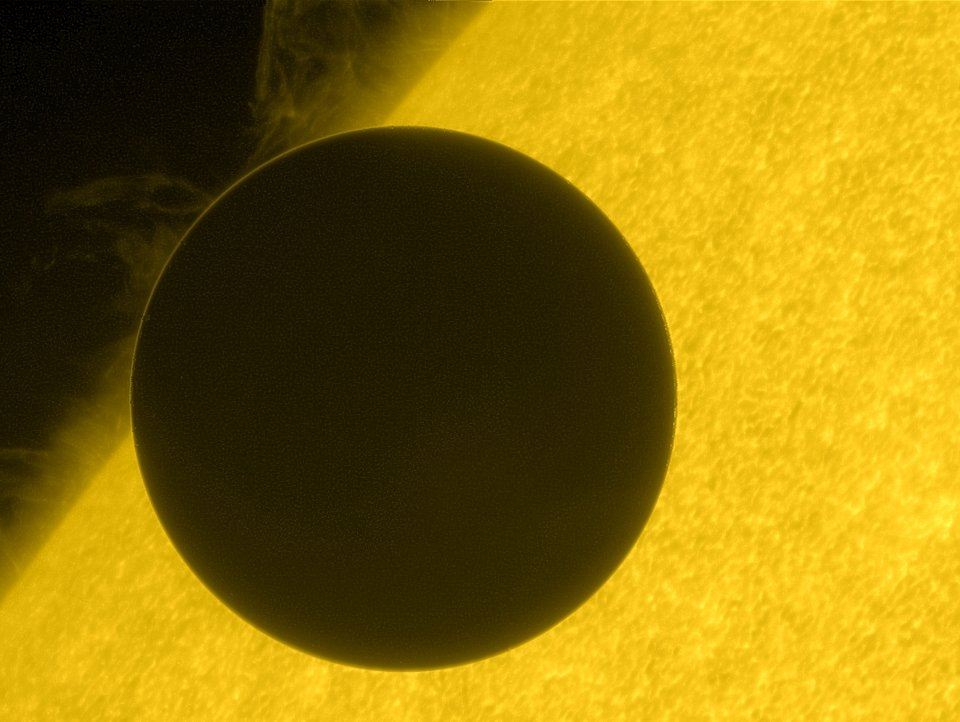
Cận cảnh sự đi qua của Sao Kim từ tàu vũ trụ Hinode của Nhật Bản đang chuyển động ở quỹ đạo đồng bộ Mặt Trời.
- Hình ảnh mô phỏng được tạo ra bằng cách kết hợp các cảnh quay cận cảnh của Sao Kim với toàn bộ đĩa Mặt Trời, hình ảnh bởi SDO.